# Centromerus truki
Centromerus truki là một loài nhện trong họ Linyphiidae. Loài này có ở de Carolinen.